# (6544) Stevendick
(6544) Stevendick es un asteroide perteneciente al cinturón de asteroides, región del sistema solar que se encuentra entre las órbitas de Marte y Júpiter, descubierto el 29 de septiembre de 1986 por Zdeňka Vávrová desde el Observatorio Kleť, České Budějovice, República Checa.

## Designación y nombre
Designado provisionalmente como 1986 SD. Fue nombrado por Steven J. Dick (n. 1949), presidente de la Comisión 41 de la IAU (1997-2000), escribió la historia oficial del Observatorio Naval de los Estados Unidos y libros sobre la historia del debate sobre la vida extraterrestre. En el USNO (1979-2003) fue astrónomo, historiador y jefe de la Oficina del Almanaque náutico. Ha sido el historiador jefe de la NASA desde 2003.

## Características orbitales
Stevendick está situado a una distancia media del Sol de 2,768 ua, pudiendo alejarse hasta 3,078 ua y acercarse hasta 2,459 ua. Su excentricidad es 0,112 y la inclinación orbital 3,383 grados. Emplea 1682,34 días en completar una órbita alrededor del Sol.
Pertenece a la familia de asteroides de (847) Agnia.

## Características físicas
La magnitud absoluta de Stevendick es 13,09. 